# 石苞 (西晋)
石 苞（せき ほう、興平2年（195年）- 泰始9年2月25日（273年3月30日））は、中国三国時代から晋の軍人。魏・西晋に仕えた。字は仲容。 冀州勃海郡南皮県の人。子は石越・石喬・石統・石浚・石儁・石崇。孫は石超・石熙・石順。曾孫は石璞。

## 生涯
学問に優れ、容姿も人並み以上であった。はじめは地元の県の小役人であり、御者の仕事や鄴の市場での鉄売りの仕事に従事していた。特に御者の仕事は鄧艾と共に行ない、『世語』によると建安12年（207年）に鄧艾とは同い年で13歳（または12歳）であった。やがて郭玄信（郭誕の子）や許允といった名士に認められ、中央に出て立身出世するようになった。なお『世語』においては、青龍年間に長安で鉄売りをしていた際、司馬懿にその才能を見出され採り立てられたとしている。
司馬懿には、人格的に問題がある人物として軽く見られていたが、その子司馬師には才能を認められ重用を受け、中護軍司馬・太守を経て、徐州刺史に抜擢された。嘉平4年（252年）の東興の戦いにおいては、司馬師の弟司馬昭が監軍として参加していたが、東興で呉に味方が大敗する中で、軍勢を失わずに帰還した事が評価された。司馬昭が魏の実権を握ると都督青州諸軍事に採り立てられ、兗州刺史の州泰などを監督下においた。
甘露2年（257年）、諸葛誕が反乱を起こした時に監軍として出陣（諸葛誕の乱）し、胡烈と協力して諸葛誕の援軍として駆けつけた呉の朱異を破るなど功績を挙げ、諸葛誕の滅亡後に鎮東将軍に昇進し、仮節・東光侯を得た。甘露4年（259年）、荊州諸軍事となった王基の後を受けて揚州諸軍事となり、対呉の最前線である寿春を守った。甘露5年（260年）、曹髦（高貴郷公）に謁見した後、司馬昭の前で曹髦を絶賛した。その直後に曹髦は死去した。征東大将軍・驃騎将軍と昇進を続けた。咸熙2年（265年）、司馬昭が死去すると、司馬昭が帝位に就かずに亡くなった事を悲しんだ。その直後、陳騫と共に曹奐（元帝）に対し「（魏の）暦数（寿命）は既に尽き、天命がございます」と迫り、暗に司馬氏への禅譲を促した。同年、曹奐からの禅譲を受け司馬炎（武帝）が即位すると、大司馬に任じられた上で侍中・楽陵郡公をも得た。
ところが、石苞は出自が貧しかったため、その出世を妬まれており、孫楚のように軽侮するものや、王琛（王覧の子）のように讒言するものもいた。特に王琛は、当時流行した「大きな石が馬を踏み潰す」という童謡を石苞の謀反の兆候だとした。これに対して呉の丁奉が策略を用い石苞と司馬炎の離間を図ったため、疑心暗鬼となった司馬炎は子の石喬を呼び出し事情を聞こうとした。しかし石喬は呼び出しに応じなかった。そのため泰始4年（268年）、石苞は謀反人として寿春から召し返された。その際、司馬駿から石苞の危険な立場を知らされていた側近の孫鑠の進言を受けて、武装解除の上で邸宅にて謹慎した。大司馬を免じられたものの、羊祜や郭廙の弁護もあったため司馬炎の誤解が解け、新たに司徒に任じられる事になった。石苞は石喬を勘当し司馬炎に謝罪すると共に、農業政策の重要性を唱えるなど、司馬炎に対して忠勤を惜しまなかった。
泰始9年2月癸巳（273年3月30日）、死去。享年79歳。葬儀は簡素にするよう子達に命じた。司馬炎は陳泰の葬儀を前例にし、より丁重に遇した。
跡は石統が継いだ。末子の石崇は財産家で、王済（王渾の子）・王愷（王粛の子）と贅沢競争をした逸話をもっているが、司馬倫が実権を握った時代に孫秀に疎まれたため刑死した。先に勘当された石喬も石崇に連座し、また孫の石超は八王の乱末期の混乱の中で死去した。曾孫の石樸は、後趙の石勒に同姓の誼みで採り立てられ、司徒にまでなった。